# خوسيه خواكين دي هيريرا

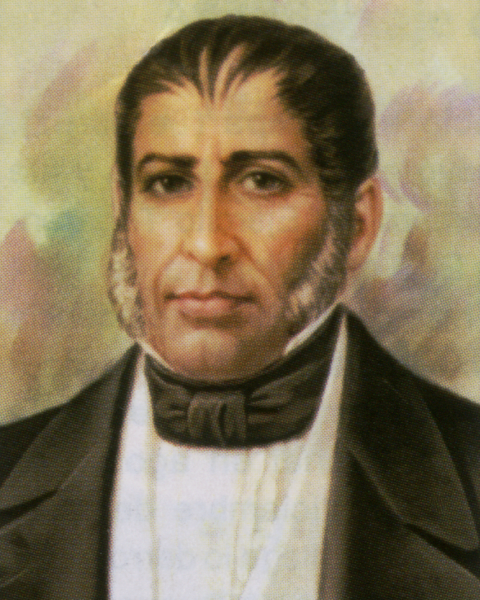
خوسيه خواكين دي هيريرا

خوسيه خواكين دي هيريرا (بالإسبانية: José Joaquín Antonio de Herrera) ، من مواليد 23 فبراير 1792م، 10 فبراير 1854م، رئيس جمهورية المكسيك رقم 14.